# Jiří Jarošík
Jiří Jarošík, né le 27 octobre 1977 à Ústí nad Labem, est footballeur international tchèque évoluant au poste de milieu avant de devenir entraîneur.
Le 13 janvier 2010, il rejoint le Real Saragosse.

## Palmarès
- Champion de Tchéquie : 1997, 2000, 2001 et 2003 (Sparta Prague).
- Champion de Russie : 2003 (CSKA Moscou).
- Champion d'Angleterre : 2005 (Chelsea FC).
- Vainqueur de la Coupe de la ligue anglaise : 2005 (Chelsea FC).
- Champion d'Écosse : 2007 et 2008 (Celtic Glasgow).
- International tchèque (23 sel.) depuis le 16 août 2000 : Tchéquie 0 - 1 Slovénie.